# گمینا اینسکو
گمینا اینسکو (به لهستانی:  Gmina Ińsko) یک گمینا در لهستان است که در شهرستان ستارگارد واقع شده‌است. گمینا اینسکو ۱۵۱٫۰۱ کیلومتر مربع مساحت و ۳٬۵۱۷ نفر جمعیت دارد.